# Aquavit
L'Aquavit, anche detto Akvavit, Aquavite, Akevitt o Snaps, è una bevanda alcolica prodotta principalmente in Scandinavia dal quindicesimo secolo. L'Aquavit si ricava distillando grano e patate, ed è aromatizzato con varie erbe e spezie fra cui cumino e semi di aneto. 
Generalmente, questo superalcolico contiene il 40% di tasso alcolemico o 80 proof. L'Unione europea ha stabilito un ABV minimo del 37,5% per l'Aquavit che deve essere indicato come tale.